# Panama/J'adore Venise
Panama/J'adore Venise è un 45 giri del cantautore Ivano Fossati del 1981.
Panama è una canzone scritta, composta e cantata dallo stesso Fossati nel 1981.
È tratta dall'album Panama e dintorni, uscito nello stesso anno. Verrà inserita nelle raccolte Time and Silence - Canzoni a raccolta del 1998, Ho sognato una strada del 2006 e nell'album live Dal vivo volume I - Buontempo del 1993.
Nel 1989 il cantautore Enrico Ruggeri ne fa una cover e la inserisce nell'album Contatti. Lo stesso Ruggeri la ripropone nel 2012 nell'album Pensiero stupendo - Le canzoni di Ivano Fossati interpretate dai più grandi artisti italiani, all'indomani dell'ultimo concerto del cantautore ligure.
J'adore Venise è il lato B del 45 giri. Nel 1982 Loredana Bertè inserirà la sua interpretazione del brano nell'album Traslocando, a cui ha collaborato lo stesso Fossati.